# Enderby, Leicestershire
Enderby är en ort och civil parish i Storbritannien.   Den ligger i grevskapet Leicestershire och riksdelen England, i den södra delen av landet, 140 km nordväst om huvudstaden London. Enderby ligger 95 meter över havet och antalet invånare är 8 113.
Terrängen runt Enderby är platt, och sluttar österut. Runt Enderby är det tätbefolkat, med 982 invånare per kvadratkilometer. Närmaste större samhälle är Leicester, 7,6 km nordost om Enderby. Trakten runt Enderby består till största delen av jordbruksmark.